# 松居巴
《松居巴》或《文法根本三十頌》（威利轉寫：sum cup pa ）是藏文文法相關最早且至今仍為入門經典的著作。 於七世紀由吞彌·桑布扎(威利轉寫：thu-mi sam-bho-ṭa ) 以頌偈體寫成。其藏文全稱是（威利轉寫：lung ston pa rtsa ba sum cu pa） 。
《松居巴》是吞彌·桑布扎的八部藏文文法和語言專著中的第一部。其深入研究了語法系统的基礎知識，首先定義了藏文書寫系統的元音和輔音，然后定義了字母組合在一起形成單詞的方式。此著作為研究藏語的形態和音韻提供了重要的資料。
吞彌·桑布扎所著的八部文法書中，至今仍留存的僅有《松居巴》和《大金局巴》 ( lung du ston pa rtags kyi 'jug pa ) 。
另外六部在公元十世紀時被朗達瑪國王摧毁。這兩部經典均成書於公元 650 年左右。 

### 譯本

#### 法語
- Jacques Bacot:  Une grammaire tibétaine du tibétain classique. Les slokas grammaticaux de Thonmi Sambhota avec leurs commentaires. Paris 1928. (Eine Übersetzung der Grammatik von Thonmi Sambotha)

#### 英語
- Tony Duff （页面存档备份，存于）

## 外部連結
- rywiki.tsadra.org: Lung du ston pa rtsa ba sum cu pa （页面存档备份，存于）
- 互动网：三石歌 （页面存档备份，存于）

## 腳註
1. ↑  vgl. china.org.cn: Spoken and Written Language (Grammar) （页面存档备份，存于） & eol.muc.edu.cn: "Zangwen wenfa" kecheng jianjie[]
2. ↑  engl. Root Grammar in Thirty Verses
3. ↑  chin. Zixing lun 字性论
4. ↑  .   [2024-05-02]. （原始内容存档于2024-05-02）.